# 赖金华
赖金华（1918年—2014年7月11日），福建永定县人，中国人民解放军海军将领。
1932年加入中国工农红军，1936年加入中国共产党。在中央军委纵队内参加长征。抗战中历任八路军第120师参谋，第358旅司令部侦察科长。国共二次内战期间，任东北野战军9纵27师团长、陆军第46军第138师第412团团长、师参谋长、副师长，参加了辽沈、平津、渡江战役。1952年，率陆军第138师师部改编为海军航空兵第二师，任该师首任师长，是中国海军航空兵的创始人之一。1955年，被授予海军大校军衔。后任东海舰队航空兵副司令员、海军第二航空学校校长、海军试验基地司令员、海军航空兵部副司令员。2014年去世。